# Nesodynerus leiodemas
Nesodynerus leiodemas är en stekelart som först beskrevs av Perkins.  Nesodynerus leiodemas ingår i släktet Nesodynerus och familjen Eumenidae. Inga underarter finns listade i Catalogue of Life.